# Campionati mondiali di sollevamento pesi 2017 - 90 kg femminile
Le gare di sollevamento pesi della categoria fino a 90 kg femminile — pesi massimi — dei campionati mondiali del 2017 si sono svolte il 4 dicembre 2017 ad Anaheim presso l'Anaheim Convention Center Arena.
Hripsime Khurshudyan nel giugno del 2016, attraverso una nuova analisi delle provette dei Giochi Olimpici di Pechino del 2008, venne riscontrata positiva allo stanozololo e squalificata. Anche le nuove analisi delle provette dei Giochi Olimpici di Londra del 2012 rivelarono la presenza di sostanze proibite. Nel novembre del 2016 fu revocata la medaglia di bronzo di Londra 2012 e i due record mondiali nello slancio e nel totale che deteneva un anno prima della disputa dei campionati mondiali.

## Programma
L'orario indicato corrisponde a quello californiano (UTC–08:00)
| Data            | Orario | Evento   |
| --------------- | ------ | -------- |
| 4 dicembre 2017 | 13:55  | Gruppo B |
| 4 dicembre 2017 | 19:55  | Gruppo A |

## Medagliate
Per ciascun esercizio, le prime tre classificate sono le seguenti:
| Esercizio | Oro                   | Oro    | Argento               | Argento | Bronzo           | Bronzo |
| --------- | --------------------- | ------ | --------------------- | ------- | ---------------- | ------ |
| Strappo   | Anastasija Hotfrid    | 120 kg | Crismery Santana      | 113 kg  | Oliba Nieve      | 112 kg |
| Slancio   | María Fernanda Valdés | 146 kg | Anastasija Hotfrid    | 145 kg  | Crismery Santana | 141 kg |
| Totale    | Anastasija Hotfrid    | 265 kg | María Fernanda Valdés | 255 kg  | Crismery Santana | 254 kg |

## Record
Prima di questa competizione, i record mondiali esistenti erano i seguenti:
| Record mondiale | Strappo | Viktorija Šajmardanova                      | 130 kg        | Atene, Grecia                   | 21 agosto 2004                   |
| Record mondiale | Slancio | Hripsime Khurshudyan Derya Açıkgöz          | 160 kg 155 kg | Adalia, Turchia Adalia, Turchia | 25 settembre 2010 26 aprile 2002 |
| Record mondiale | Totale  | Hripsime Khurshudyan Viktorija Šajmardanova | 283 kg 280 kg | Adalia, Turchia Atene, Grecia   | 25 settembre 2010 21 agosto 2004 |

## Risultati
| Pos. | Atleta                         | Gr. | Peso atleta | Strappo (kg) | Strappo (kg) | Strappo (kg) | Strappo (kg) | Slancio (kg) | Slancio (kg) | Slancio (kg) | Slancio (kg) | Totale |
| Pos. | Atleta                         | Gr. | Peso atleta | 1            | 2            | 3            | Pos.         | 1            | 2            | 3            | Pos.         | Totale |
| ---- | ------------------------------ | --- | ----------- | ------------ | ------------ | ------------ | ------------ | ------------ | ------------ | ------------ | ------------ | ------ |
|      | Anastasija Hotfrid (GEO)       | A   | 88.46       | 116          | 120          | 120          |              | 135          | 140          | 145          |              | 265    |
|      | María Fernanda Valdés (CHI)    | A   | 89.69       | 109          | 113          | 113          | 4            | 138          | 146          | —            |              | 255    |
|      | Crismery Santana (DOM)         | A   | 85.88       | 109          | 113          | 115          |              | 136          | 141          | 141          |              | 254    |
| 4    | Oliba Nieve (ECU)              | A   | 89.32       | 105          | 109          | 112          |              | 125          | 130          | 134          | 5            | 246    |
| 5    | Marissa Klingseis (USA)        | A   | 89.44       | 98           | 102          | 105          | 5            | 130          | 134          | 137          | 4            | 239    |
| 6    | Tamara Salazar (ECU)           | B   | 78.09       | 95           | 99           | 101          | 8            | 125          | 130          | 133          | 6            | 234    |
| 7    | Ali Ludwig (USA)               | A   | 89.20       | 99           | 103          | 103          | 6            | 124          | 128          | 133          | 8            | 231    |
| 8    | Lo Ying-yuan (TPE)             | A   | 87.34       | 100          | 100          | 103          | 11           | 129          | 135          | 137          | 7            | 229    |
| 9    | Meri Ilmarinen (FIN)           | B   | 77.14       | 100          | 102          | 102          | 7            | 121          | 124          | 126          | 9            | 226    |
| 10   | Anna Van Bellinghen (BEL)      | B   | 84.30       | 97           | 101          | 101          | 9            | 117          | 121          | 124          | 10           | 222    |
| 11   | Mami Shimamoto (JPN)           | B   | 89.63       | 100          | 105          | 108          | 10           | 112          | 120          | 125          | 11           | 220    |
| 12   | Clémentine Meukeugni (CMR)     | B   | 86.09       | 95           | 95           | 100          | 12           | 117          | 123          | 123          | 12           | 212    |
| 13   | Pan Li-chen (TPE)              | B   | 89.22       | 85           | 85           | 90           | 13           | 105          | 110          | 115          | 13           | 195    |
| 14   | Erdenebatyn Bilegsaikhan (MGL) | B   | 88.09       | 75           | 80           | 85           | 14           | 95           | 105          | 111          | 14           | 185    |